# Fonio
El fonio o fon es una unidad de medida logarítmica y adimensional (similar al decibelio) que se usa para indicar la sonoridad con que se percibe un sonido dado.
Una onda sinusoidal que tiene una frecuencia de 1kHz y una amplitud igual a {\displaystyle p_{0}=20\cdot 10^{-6}\,} Pa se usa para definir la sonoridad de referencia, por lo que tiene una sonoridad igual a 0 fonios.
Si tenemos en cuenta que el umbral de audición del oído humano se encuentra a 20 micropascales, y que coincide con el nivel de referencia de los decibelios de nivel de presión sonora; podemos concluir diciendo que el nivel presión sonora será siempre igual al nivel de sonoridad en fons cuando se trate de una frecuencia senoidal de 1kHz.